# Caulophacus brandti
Caulophacus brandti är en svampdjursart som beskrevs av Janussen, Tabachnick och Tendal 2004. Caulophacus brandti ingår i släktet Caulophacus och familjen Rossellidae. Inga underarter finns listade i Catalogue of Life.